# DJ Stacccato

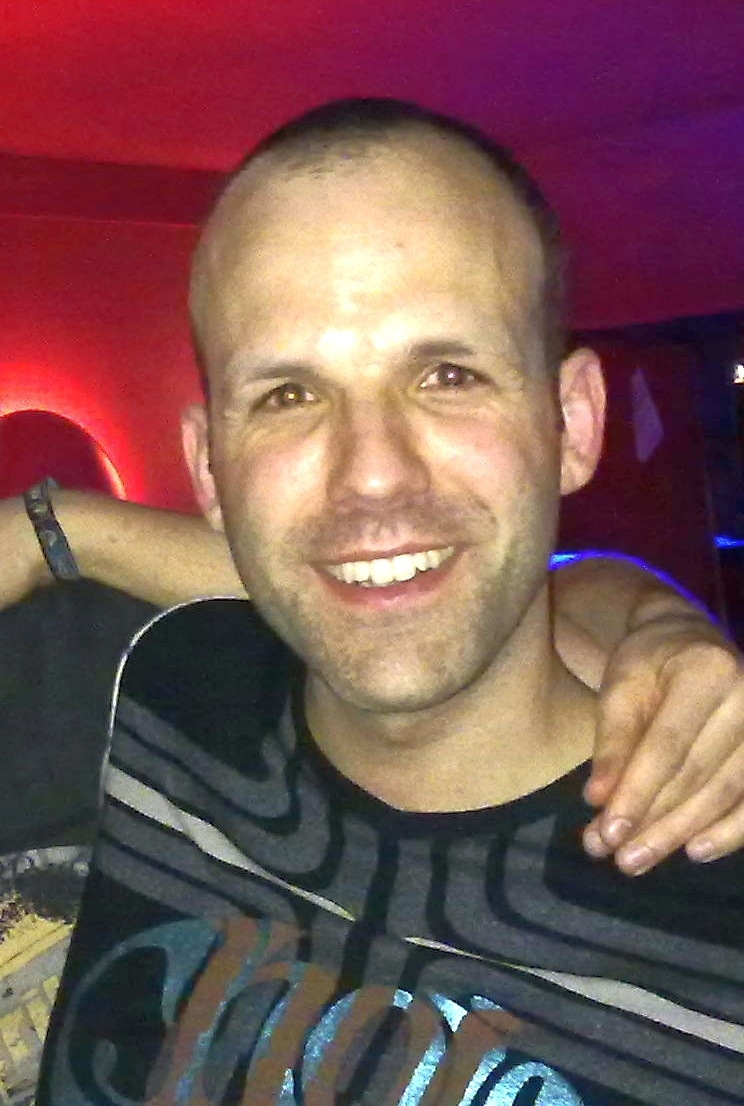
Stacccato nach seinem letzten Auftritt

DJ Stacccato (* 16. Mai 1977 in Frankfurt am Main; bürgerlich Tobias Bosch) ist ein deutscher DJ und Musikproduzent.

## Biografie
Stacccato wurde in Frankfurt geboren, sein heutiger Wohnsitz ist Bremen. 1996 startete er hier unter dem Pseudonym Awaline seine Karriere als DJ, seit 2001 produziert er selber Tracks u. a. mit anderen Produzenten wie Special D., Ollie Stan oder Axel Coon.
Seine größten, in Deutschland bekannten, Hits sind Always Hardcore (eine Coverversion von Bodylotion), Move Your Body, Can’t you see (get up) und Changes. Mit dem Hands-up-Track Can’t You See (Get Up) war Stacccato 2004 in den deutschen Single-Charts vertreten.
Staccato bedeutet in der Musik „schnelle, aufeinanderfolgende Töne“. In diesem Fall wird Stacccato jedoch mit 3 „c“ geschrieben und somit zu einer eigenen Marke.
Neben seiner DJ-Tätigkeit absolvierte er bis Sommer 2005 ein Studium der Fachrichtung Schiffbau mit dem Abschluss als Diplom-Ingenieur für Schiffbau und hat sich im Bereich Projektmanagement Megayacht spezialisiert.
Am 26. September 2009 hatte er seinen letzten Auftritt als Resident-DJ in der Discothek Ta-Töff in Bevern. Am 26. November 2010 feierte er dann ebenfalls im TaTöff seine Abschlussparty und beendete damit seine Karriere als DJ.

## Stammdiskotheken
Stacccato war Resident-DJ in mehreren Großraumdiskotheken (> 1000 m² Fläche), dazu zählten vor allem:
- Atrium in Kiel
- Ta-Töff in Bevern
- Mark4 in Zetel

## Produktionen
Singles
- 2006: Rumble! - Can you feel it?
- 2005: Rumble! feat. Dick Rules – Tricky Tricky
- 2005: Blue Nature – Love Or Die
- 2005: Fun Brothers – Summer Dreaming
- 2004: Stacccato – Changes
- 2004: Anaconda – I Hear The Sound
- 2004: Anaconda – Sound Of Love
- 2004: Stacccato – Can’t You See? (Get Up)
- 2004: Rumble! - Oh Ne Ne (Do You Remember?)
- 2003: Stacccato – Move your body
- 2003: Spitfire – Ready For This?
- 2003: BeatFactory – Music
- 2002: DJ Awaline – Everlasting Awaline / Mean To Me
- 2002: Stacccato – Always Hardcore
- 2002: SpeakerFreakz – BassTest
- 2001: Awaline – Trancegiving

Remixe
- 2006: Alex M. vs Marc van Damme – Stand up!
- 2005: Banditozz – Dai dai dai
- 2005: Dance United – Help! Asia
- 2004: Special D. – Home Alone
- 2004: Banditozz – Uno due tre
- 2003: Silicon Brothers – Million miles from home
- 2003: Mastervoice L.i.p.m. – Na, Na, Hey, Hey
- 2002: Trackraiders – It’s alright
- 2002: Lovestern Galaktika Project – Move for freedom
- 2001: DJ Yanny pres. Terraformer – All over
- 2001: DJ Schwede – Boom Boom 2001